# Nationalpark Caparaó
Der Nationalpark Caparaó (portugiesisch Parque Nacional de Caparaó) liegt in der Serra do Caparaó, einem Gebirge in den brasilianischen Bundesstaaten Minas Gerais und Espírito Santo. Er befindet sich zwischen 20° 19’ und 20° 37’ Süd und zwischen 41° 43’ und 41° 53’ West.
Der Pico da Bandeira mit 2892 Metern Höhe ist der dritthöchste Berg Brasiliens. Weitere bedeutende Berge sind Pico do Cristal (2770 m), Pico do Calçado (2766 m), Pico do Cruzeiro und Pico dos Cabritos, die bei Bergsteigern und Wanderern sehr beliebt sind.
Das Gebirge liegt jeweils etwa 300 km von den Hauptstädten Vitória und Belo Horizonte entfernt. Der Nationalpark ist erreichbar über Dores do Rio Preto oder über Alto Caparaó, das Busverbindung mit Manhumirim hat.

## Geschichte
Im Jahr 1859 gab der Kaiser Dom Pedro II. den Auftrag auf dem vermeintlich höchsten Berg des Landes eine Fahne aufzustellen, daher der Name.
Der Nationalpark Caparaó mit 318,53 km², der zu 79 % in Espírito Santo liegt, wurde am 24. Mai 1961 unter dem damaligen Präsidenten Jânio Quadros gegründet.
Die Serra do Caparaó war 1966/1967 Schauplatz von Kämpfen zwischen der Guerillatruppe von Caparaó Militärangehörige, die den Putsch zur langjährigen Militärdiktatur nicht unterstützten, und den regulären Streitkräften. Die von Leonel Brizola unterstützte Guerillatruppe versteckte sich im Nationalpark, das Militär verfolgte sie aus den umliegenden Dörfern.

## Nationalpark
Der Nationalpark beherbergt einen wichtigen Teil des ursprünglichen brasilianischen Küstenwalds der Mata Atlântica.
Er erstreckt sich über das Gebiet der Gemeinden Ibitirama, Iúna, Divino de São Lourenço, Dores do Rio Preto und Irupi in Espírito Santo sowie Alto Caparaó, Espera Feliz, Alto Jequitibá und Caparaó in Minas Gerais.
Neben den alpinen Bergen und den Wäldern gibt es viele Wasserfälle. Von den Besucherzentren und den Campingplätzen können sie auf Wanderwegen erreicht werden. Schöne Täler sind Vale Encantado und Vale Verde.

## Klima
Das Gebiet ist mit Temperaturen um die 20 Grad eher kühl. Im Juni und Juli kann es in höheren Lagen Frost geben. Der meiste Regen fällt zwischen November und Januar. Zwischen Mai und September ist es relativ trocken und somit für Besuche am besten geeignet.